# Jugoslawische Eishockeyliga 1956/57
Die Saison 1956/57 war die 15. Spielzeit der jugoslawischen Eishockeyliga, der höchsten jugoslawischen Eishockeyspielklasse. Meister wurde zum ersten Mal in der Vereinsgeschichte überhaupt der HK Jesenice.

## Modus
In der Hauptrunde absolvierte jede der fünf Mannschaften insgesamt vier Spiele. Der Erstplatzierte der Hauptrunde wurde Meister. Für einen Sieg erhielt jede Mannschaft zwei Punkte, bei einem Unentschieden gab es einen Punkt und bei einer Niederlage null Punkte.

## Hauptrunde

### Tabelle
|    | Klub                   | Sp | S | U | N | Punkte |
| -- | ---------------------- | -- | - | - | - | ------ |
| 1. | HK Jesenice            | 4  | 3 | 1 | 0 | 7      |
| 2. | HK Partizan Belgrad    | 4  | 3 | 0 | 1 | 6      |
| 3. | HK Ljubljana           | 4  | 2 | 1 | 1 | 5      |
| 4. | HK Roter Stern Belgrad | 4  | 1 | 0 | 3 | 2      |
| 5. | Drvodjelac Varaždin    | 4  | 0 | 0 | 4 | 0      |

Sp = Spiele, S = Siege, U = Unentschieden, N = Niederlagen